# パレスチナの音楽

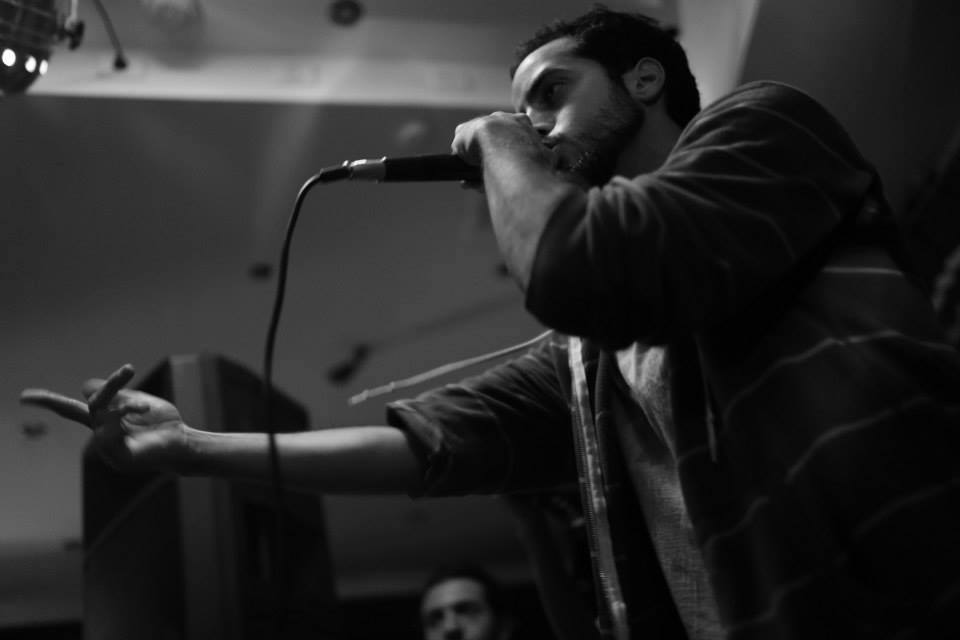
ラマッラー・アンダーグラウンドのプロデューサー・ラッパーであるMuqata'a

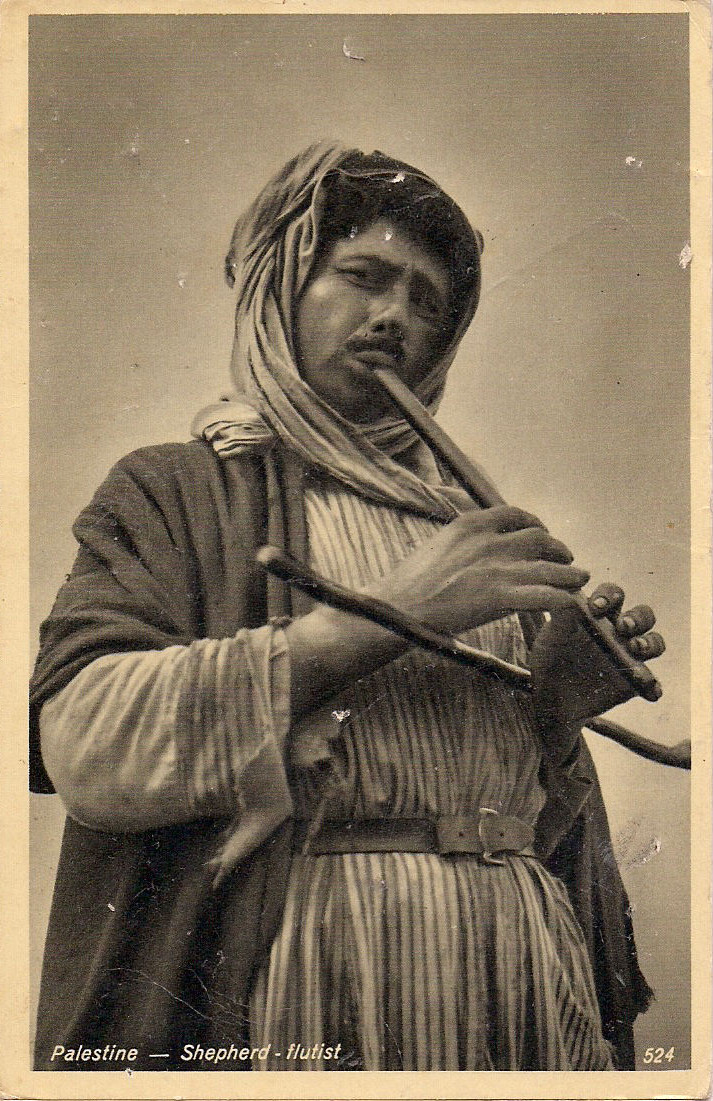
伝統的な衣装を着たパレスチナの羊飼いがフルートを演奏しているところ（1910–1920年頃）

本項目ではアラブ音楽の一部としての現代のパレスチナの音楽（アラビア語: الموسيقى الفلسطينية）について述べる。構造の点でも使用楽器の点でもアラブ音楽との共通点が多いが、パレスチナ特有の音楽形式や主題もある。
ここでは、主にイギリスによる委任統治が終わり、イスラエルができた1948年以降の音楽を扱う。

## 1948年以降

### 民族音楽
イギリスに移住したパレスチナ移民であるリーム・ケラーニはパレスチナの語りや文化的伝統を受け継いだ音楽の研究者・演奏家として活動している。 2006年のデビューソロアルバムであるSprinting Gazelle – Palestinian Songs from the Motherland and the Diaspora はケラーニの研究に基づき、パレスチナの伝統的な楽曲5曲を編曲したものを含んでいる一方、他の5曲はマフムード・ダルウィーシュ、サルマ・カードラ・ジャユースィー、ラシード・フセイン、マフムード・サリム・アル＝フートなどによる、よく知られた抵抗の詩に自ら音楽をつけたものである。

### 戦争歌
パレスチナの戦争歌はパレスチナの占領に対する抵抗に対する言及を含んでおり、パレスチナ人に、占領と闘って自らの住む土地にとどまることを呼びかけたり、歴史的な出来事を描写したりしている。

### ポピュラー音楽
パレスチナからはアラブ圏でよく知られているポピュラー歌手も輩出されている。2013年にガザの難民キャンプで育った歌手であるムハンマド・アッサーフが「アラブ・アイドル」で優勝している。パレスチナのキリスト教徒であるヤクーブ・シャヒーンも2017年に「アラブ・アイドル」で優勝している。

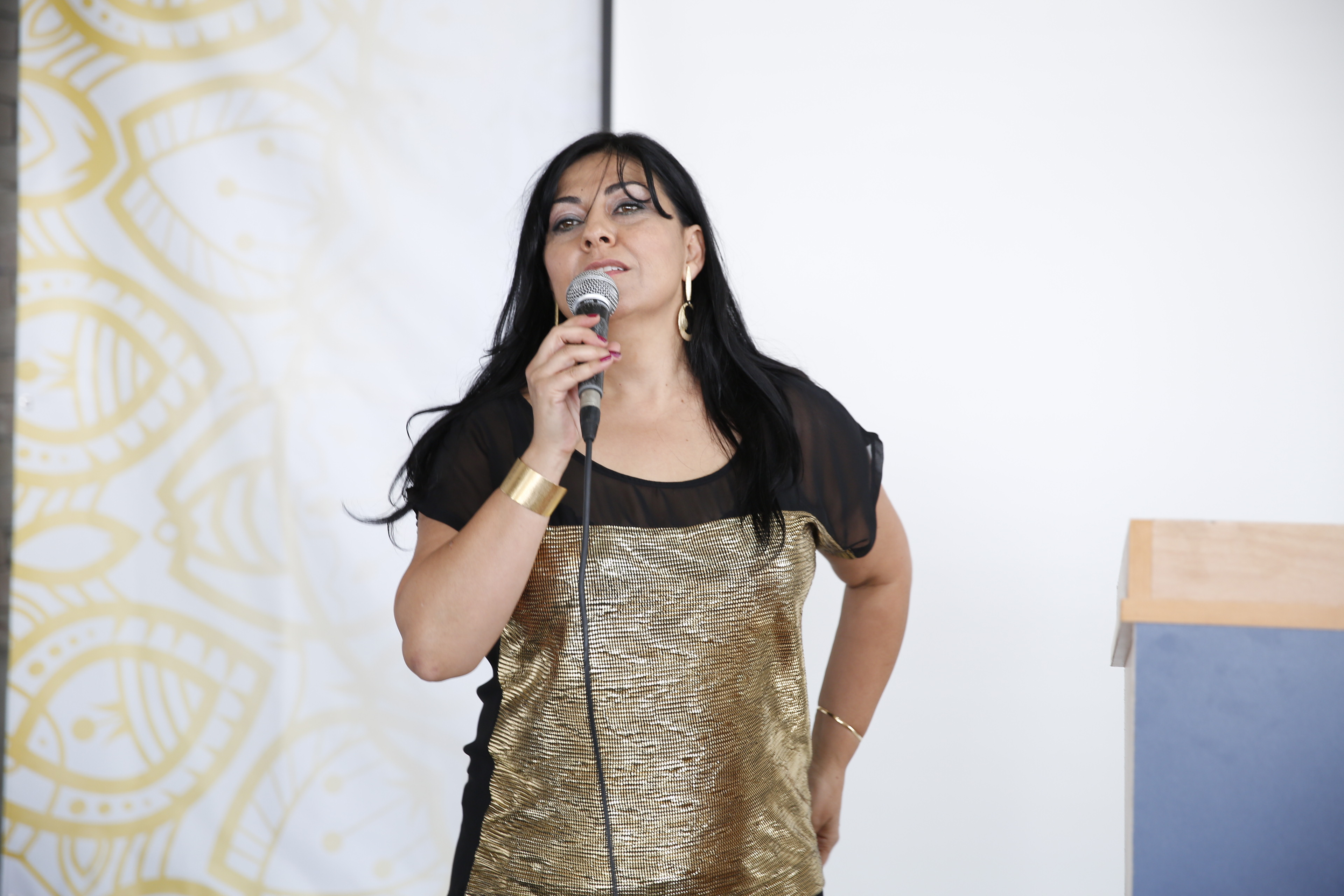
パレスチナの歌手であるアマル・ムルクス（英語版）
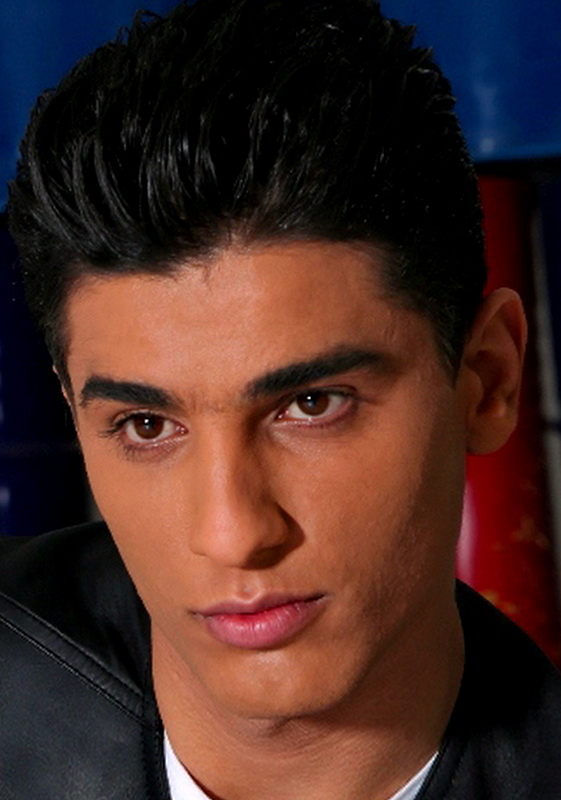
パレスチナのポップ歌手で「アラブ・アイドル（英語版）」優勝者であるムハンマド・アッサーフ（英語版）

### ヒップホップ

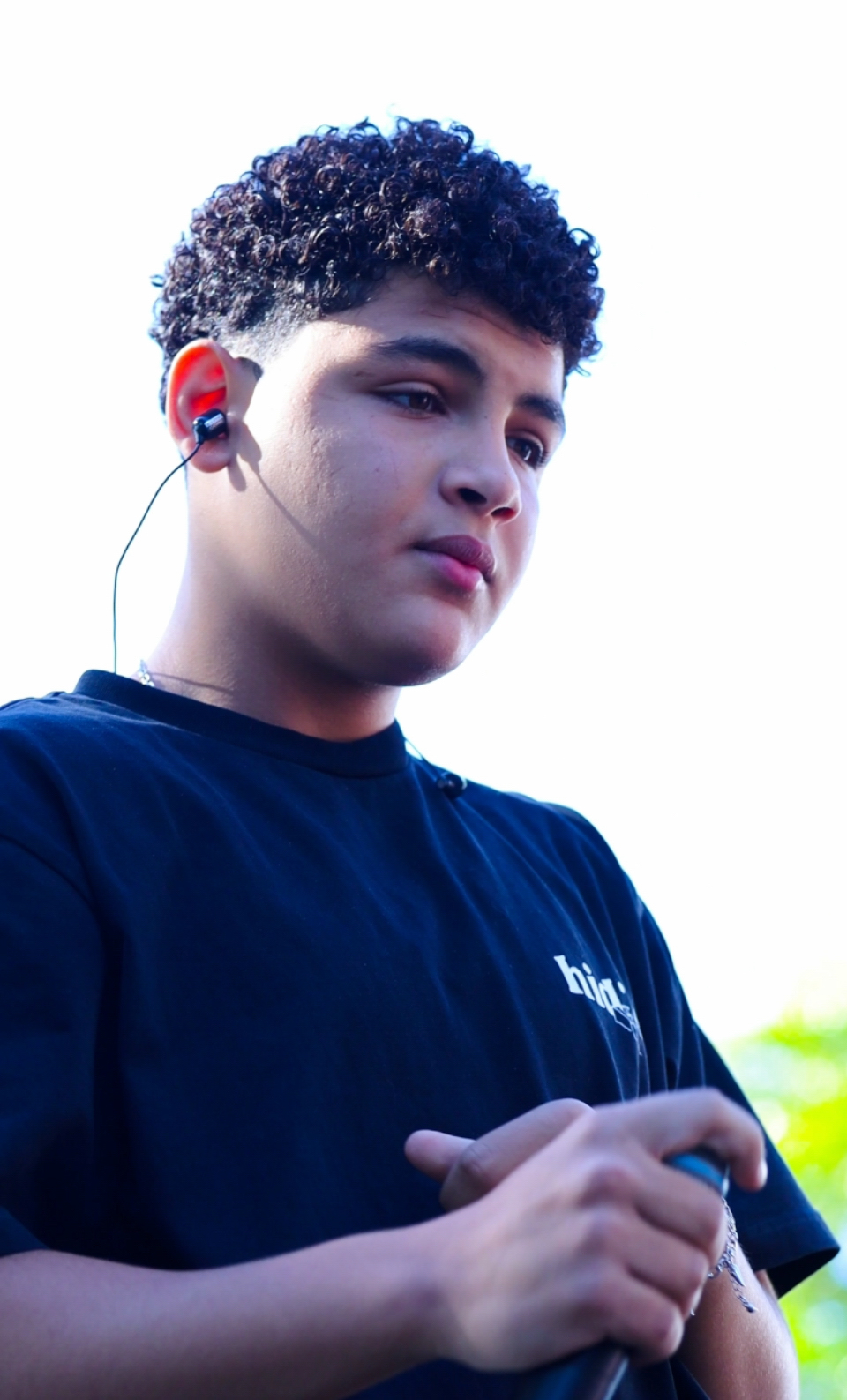
MCアブドゥル

1970年代にロサンゼルスやニューヨークで生まれたラップが、今世紀初めにパレスチナに伝来し、「若いパレスチナ人のミュージシャンは自身が暮らし、働く社会的・政治的環境の中で怒りを表現するためのスタイルを作り上げた」と言われている。
パレスチナの政治的ラップの先駆者であるDa Arabian Mc's（DAM）は、メンバーの3人がアラブ系イスラエル市民であり「1948年パレスチナ人」をアイデンティティとして活動している。

## 地政学的な特徴
イスラエルの占領下で、パレスチナはガザ地区、ヨルダン川西岸地区、東エルサレム、イスラエル領内、その他の国々の5つの地理的エリアに分かれており、それぞれのエリアに住むパレスチナ人はその間の移動が制限されている。この分断がコミュニティ形成の障害となり、それぞれのエリアで特有のアンダーグラウンド・シーンが形成されている。また、1948年のナクバ以来、多くの人がパレスチナ難民として様々な国で暮らしていることから、アラビア語だけでなく、複数の言語が使われることも多い。また、パレスチナのヒップホップでは、地理的な分断のためSoundcloudなどインターネットを通したコラボレーションやネットワーキングが非常に重要な役割を果たしている。

## 音楽とアイデンティティ
パレスチナの音楽はパレスチナ人の経験を反映している。多くはイスラエル占領下で生きるための葛藤、平和への希求、パレスチナへの愛を歌っている。その典型例と言える楽曲は Baladi, Baladi （『我が国、我が国』）であり、この曲はパレスチナの非公式な国歌となっている。

## ハマースによる抑圧
芸術の自由を守ることを目的とする人権団体であるフリーミューズによると、パレスチナの音楽家は2005年のパレスチナ地方選挙で好戦的なハマースの一派が政治的に躍進して以来、イスラーム原理主義者がますます攻撃的になっているパレスチナ地域で今後何が起こるかについて懸念している。2005年、カールキリーヤにおいてハマースが率いる地方自治体当局により、そうしたイベントはイスラームが禁じているという理由で屋外での音楽とダンスが突然禁止された。地方自治体当局はカールキリーヤ動物園でもこれ以降音楽が演奏されないように命令を出し、イスラーム法学者のアクラメ・サブリは地方自治体の決定を支持するファトワーを出した。これに対してパレスチナの国民的詩人であるマフムード・ダルウィーシュは「我々の社会にはターリバーンのような要素があり、これは非常に危険な兆候だ」と警告した。
パレスチナのコラムニストでラマッラーの住人であるモハメド・アブド・アル＝ハミドは、こうした宗教的な強制のせいでアーティストの移民が起こるかもしれないと警告し、「アルジェリアの狂信者はあらゆる文化的シンボルを破壊し、像や稀少価値のある芸術作品を壊し、知識人、アーティスト、記者、作家、バレエダンサー、歌手を一掃した。アルジェリアやアフガニスタンの例に我々は倣うつもりなのか？」と問うた。

## 関連作品
- 『自由と壁とヒップホップ』（原題：Slingshot Hip Hop、2008年、監督：ジャッキー・リーム・サッローム（英語版））[21]。